# Bazar Szembeka

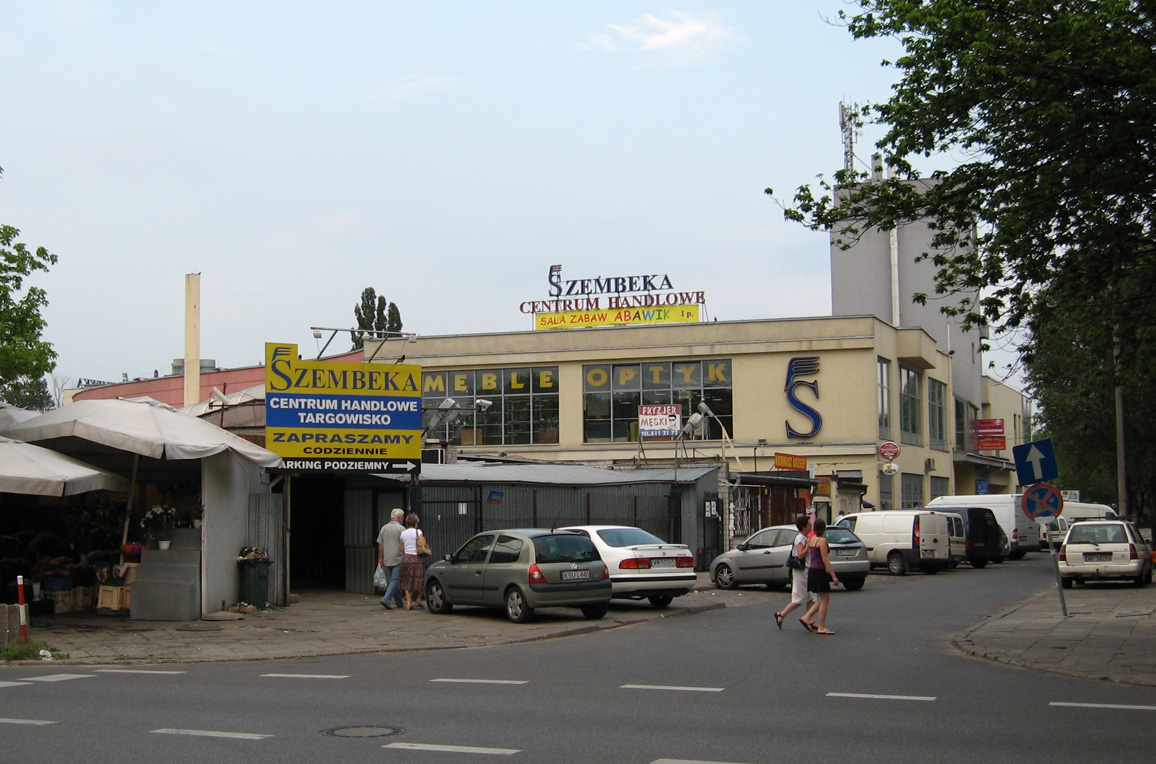
Pawilon na bazarze Szembeka (2007)

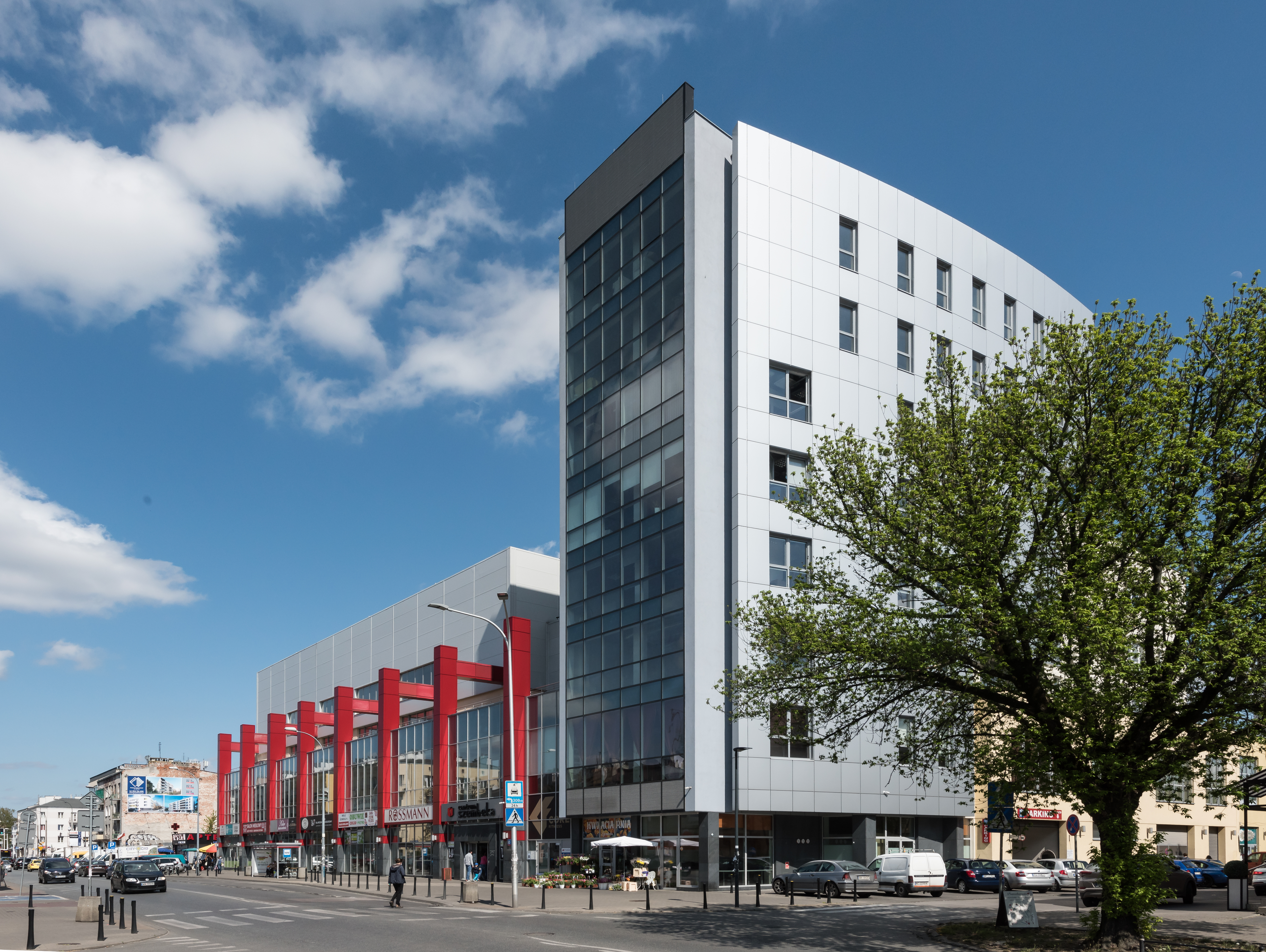
Bazar od strony ul.Zamienieckiej, na pierwszym planie budynek Centrum Handlowego Szembeka (2020)

Bazar Szembeka, zwyczajowo Szembek – bazar w dzielnicy Praga-Południe w Warszawie.

## Historia i położenie
Bazar znajduje się na warszawskim Grochowie w dzielnicy Praga-Południe w pobliżu placu Piotra Szembeka, między ulicami: Gdecką, Komorską i Zamieniecką.
Historia targowiska przy placu Szembeka sięga dwudziestolecia międzywojennego. Działało ono również podczas okupacji niemieckiej.
Bazar w obecnej lokalizacji powstał jesienią 1944 roku i był miejscem ożywionego handlu w okresie PRL. W 2002 roku na terenie bazaru powstał jednopiętrowy pawilon handlowy z parkingiem podziemnym. 
W latach 2014–2016 na większej części bazaru powstało Centrum Handlowe Szembeka, będące integralną częścią targowiska.